# Pfarrkirche Haugsdorf

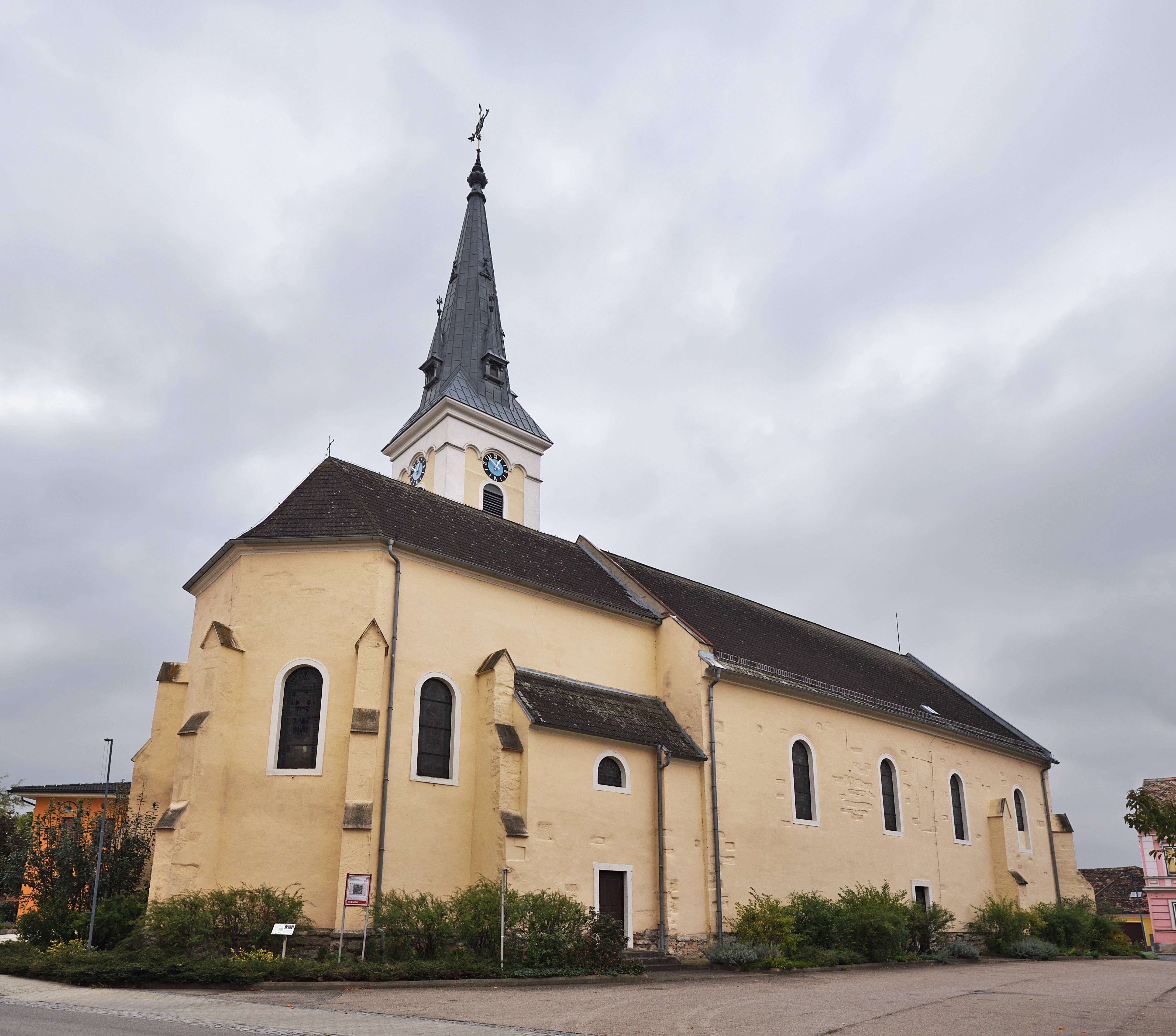
Katholische Pfarrkirche Hll. Petrus und Paulus in Haugsdorf

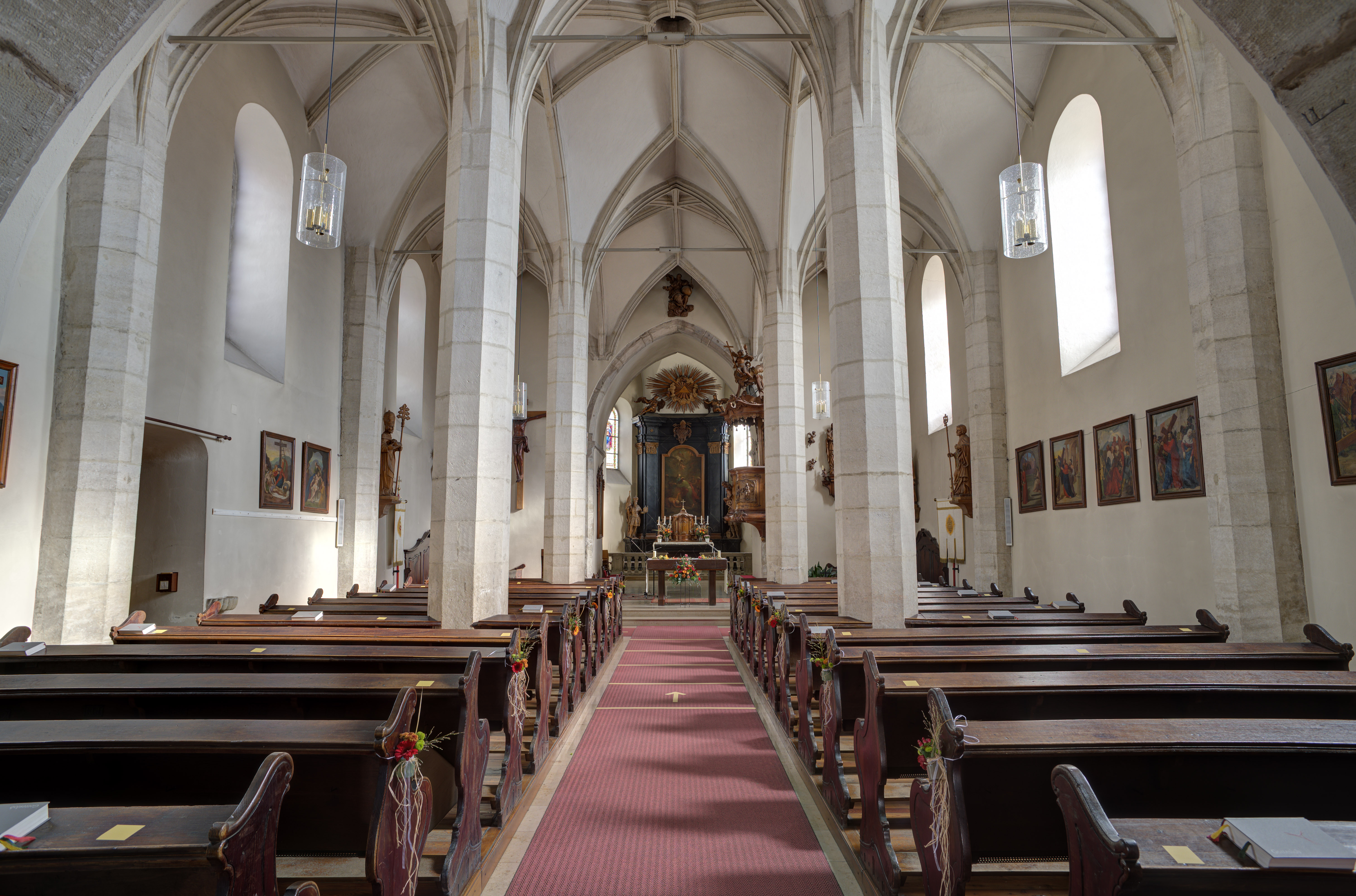
Dreischiffiges Langhaus, Blick zum Chor

Die Pfarrkirche Haugsdorf steht im südlichen Kernbereich des Marktes in der Marktgemeinde Haugsdorf im Bezirk Hollabrunn in Niederösterreich. Die dem Patrozinium der Heiligen Peter und Paul unterstellte römisch-katholische Pfarrkirche – dem Stift Melk inkorporiert – gehört zum Dekanat Retz-Pulkautal im Vikariat Unter dem Manhartsberg der Erzdiözese Wien. Bis zum 1. September 2016 gehörte sie zum Dekanat Haugsdorf. Die Kirche steht unter Denkmalschutz (Listeneintrag).

## Geschichte
1319 wurde eine selbstständige Pfarre dem Stift Melk inkorporiert genannt und 1323 bestätigt.
Das gotische Langhaus mit einem Chor aus dem 14. Jahrhundert wurde in der zweiten Hälfte des 15. Jahrhunderts zu einer spätgotischen dreischiffigen Hallenkirche umgebaut. Im südlichen Chorwinkel steht am Schiff der Turm 1697 und der gleichzeitige Sakristeianbau. Um 1820 war ein Brand mit einem Einsturz des Gewölbes. Von 1930 bis 1932 wurde die Kirche renoviert und erneut – von außen – im Jahr 1972. Bei der Innenrenovierung in den Jahren 1977 und 1978 wurde im Kirchenschiff ein 30 cm tiefer gelegenes gotisches Fußbodenniveau entdeckt und freigelegt, womit 2 Stufen zwischen Chor und Kirchenschiff entstanden sind, die dem Volksaltar eine gegenüber dem Kirchenschiff erhöhte Position geben. 1995 wurde eine neue Brüstungsorgel von Orgelbaumeister Walter Vonbank eingeweiht. 2006 gab es eine weitere Außenrenovierung.

## Architektur
Das dreischiffige Kirchenschiff mit einem einjochigen Chor mit einem Fünfachtelschluss ist von einem ehemaligen ummauerten Friedhof umgeben.
Das Kirchenäußere zeigt ein schlichtes ungegliedertes Langhaus, welches ursprünglich höher war, Reste eines spitzbogigen Gewändes ist südseitig im Mauerwerk beim Dachstuhl erhalten, über dem Chorgewölbe ist der Wölbungsansatz eines wohl gotischen Chorturmes erkennbar. Das Langhaus zeigt Rundbogenfenster aus dem Ende des 19. Jahrhunderts und aus 1930. Die Westfront hat spitzbogige Fenster mit Maßwerk um 1400 und oben eingemauerte Kragsteine. Es gibt vier gestufte Strebepfeiler, zwei westlich stehen übereck in den Ecken. Im westlichen Portalvorbau befindet sich ein Portal mit einem profilierten Steingewände aus dem Ende des 17. Jahrhunderts mit Ranken- und Paßdekor und einem gesprengten Giebel. Der Chor hat zweifach gestufte Strebepfeiler. Der Südturm hat Ecklisenen mit der Inschrift 1697 und ein gekehltes Gesims, im oberen Bereich hat der Turm rundbogige Schallfenster aus 1832, er trägt einen Spitzhelm aus 1894. Die Sakristei am Turm wurde zeitgleich im Ende des 17. Jahrhunderts angebaut. In der Chorsüdseite besteht an der Außenseite der Kirche ein Abgang zu einer kreuzgratgewölbten Gruft und zum späteren Mauerfundament des Hochaltares. Hier befanden sich Reste von Marmorgrabsteinen aus dem 15. Jahrhundert, die nunmehr an der Außenseite der Kirche angebracht sind.
Das Kircheninnere zeigt eine dreischiffige vierjochige Halle unter einem Netzrippengewölbe auf achtseitigen Pfeilern und polygonalen Wandpfeilern mit profilierten Basen aus der zweiten Hälfte des 15. Jahrhunderts. Die Westempore auf drei Spitzbogenarkaden ist kreuzrippenunterwölbt auf gebündelten Pfeilern, es gibt einen Schlussstein mit einem Relief Weinlaub um 1400, die vorgezogene Brüstung zeigt eine Putzgliederung aus dem 18. Jahrhundert. Der Triumphbogen ist spitzbogig. Der um eine Stufe erhöhte Chor hat ein Kreuzrippengewölbe auf abgekappten Konsolen um 1400, die Schlusssteine zeigen die Reliefs Lamm Gottes und Seraph, der Chorschluss hat ein barockes Gewölbe mit Stichkappen. Das Speisgitter mit kantigen Balustern ist aus dem 18. Jahrhundert. Nordseitig im Chor gibt es ein abgemauertes gefastes Portal mit einem doppelten Schulterbogen aus dem 15. Jahrhundert. Die Sessionsnische um 1400 ist spitzbogig, profiliert und genast. Die kielbogige Sakramentsnische entstand um 1500. Das Oratorium hat eine segmentbogigen Putzrahmung um 1800. Die Sakristei hat ein Stichkappentonnengewölbe um 1700.
Teils gibt es eine figurale Glasmalerei um 1930.

## Ausstattung
Der Hochaltar aus 1778 ist ein marmorierter Retabelaltar mit seitlichen Pilastern und profiliertem Gebälk und Stuccolustro hat einen geschwungenen Altartisch. Das Hochaltarbild Hll. Petrus und Paulus malte Martin Grassinger 1796. Er trägt die seitlichen Figuren Hll. Leopold und Florian, das Tempietto trägt seitlichen Engelsfiguren und ein Kruzifix, er trägt am Gebälk die Figur Gottvater mit Weltkugel und darüber einen Strahlenkranz zwischen Engeln.
Das neugotische Orgelpositiv von Franz Josef Swoboda aus dem Jahr 1906 wurde 1995 entfernt und durch eine neue zweimanualige Brüstungsorgel mit 19 Registern von Orgelbaumeister Walter Vonbank ersetzt.